# Hoplia teapensis
Hoplia teapensis är en skalbaggsart som beskrevs av Bates 1887. Hoplia teapensis ingår i släktet Hoplia och familjen Melolonthidae. Inga underarter finns listade i Catalogue of Life.